# Frederick Banting

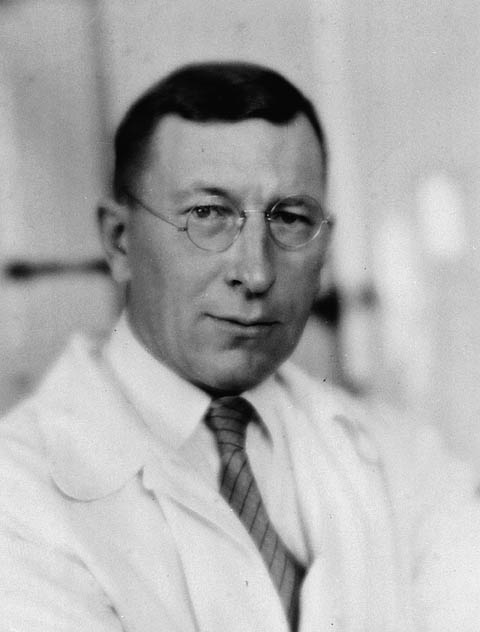
Frederick G. Banting, 1931

F. G. Bantings Unterschrift

Sir Frederick Grant Banting (* 14. November 1891 in Alliston/Ontario, Kanada; † 21. Februar 1941 bei Musgrave Harbour in Neufundland) war ein kanadischer Chirurg und Physiologe.
Von Banting zur Erforschung der Zuckerkrankheit angeregte Experimente durch ihn, John James Rickard Macleod, Charles Best und James Collip führten 1921 zur Isolierung von Insulin.
Frederick Banting erhielt zusammen mit Macleod 1923 den Nobelpreis für Medizin für die Entdeckung des Insulins. Bis heute ist er mit 32 Jahren der jüngste Medizinnobelpreisträger. Er war der erste Kanadier überhaupt, der einen Nobelpreis gewann. Am 16. Mai 1945 ehrte die kanadische Regierung, vertreten durch den für das Historic Sites and Monuments Board of Canada zuständigen Minister, Banting und erklärte ihn zu einer „Person von nationaler historischer Bedeutung“. 1994 wurde er posthum in die Canadian Medical Hall of Fame aufgenommen.

## Familie
Frederick Grant Banting, Farmersohn aus der kanadischen Provinz, wurde als jüngstes von fünf Kindern des Ehepaars Margaret Grant und William Thompson Banting geboren. 
1924 heiratete Banting Marion Robertson. Die Ehe wurde 1932 geschieden, was zu einem Medienskandal führte. 1937 heiratete er Henrietta Ball.
Am 20. Februar 1941 traten Probleme bei dem kanadischen Hudson-Bomber mit der Registrierung T9449 über dem Nordatlantik auf. An Bord waren der Pilot, ein Navigator, ein Funker und Banting als Verbindungsoffizier. Die Motoren fielen aus, eine Notlandung gelang. Der Pilot überlebte, der Navigator und der Funker wurden getötet. Banting wurde am Oberkörper schwer verletzt und starb am folgenden Tag.

## Ausbildung und Beruf
Nach seiner Schulzeit in Alliston begann er an der University of Toronto ein Theologiestudium, wechselte aber bald das Fach und schloss 1916 sein Studium der Medizin ab. Sofort danach trat er in die kanadische Armee ein und diente während des Ersten Weltkriegs als Sanitätsoffizier in England und an der Frankreichfront, 1918 erlitt er eine Kriegsverletzung in Cambrai.
Nach dem Krieg kehrte Frederick Banting 1919 nach Kanada zurück und praktizierte als Arzt in London (Ontario). Er spezialisierte sich als Kinderarzt, arbeitete als Demonstrator für Chirurgie und Anatomie an der University of Ontario in Toronto. 1922 arbeitete er als Dozent für Pharmakologie an der Universität Toronto und graduierte zum Medical Doctor (M. D.). 1923 übernahmen Banting und Best den Lehrstuhl für medizinische Forschung und Banting arbeitete als Konsulararzt in Toronto. Ab 1930 leitete er in Toronto das „Banting-Institute“.  1932 wurde Banting zum Mitglied der Leopoldina gewählt. Mit dem Kriegseintritt Kanadas 1939 meldete er sich zum zweiten Mal freiwillig zum Kriegsdienst.

## Leistung

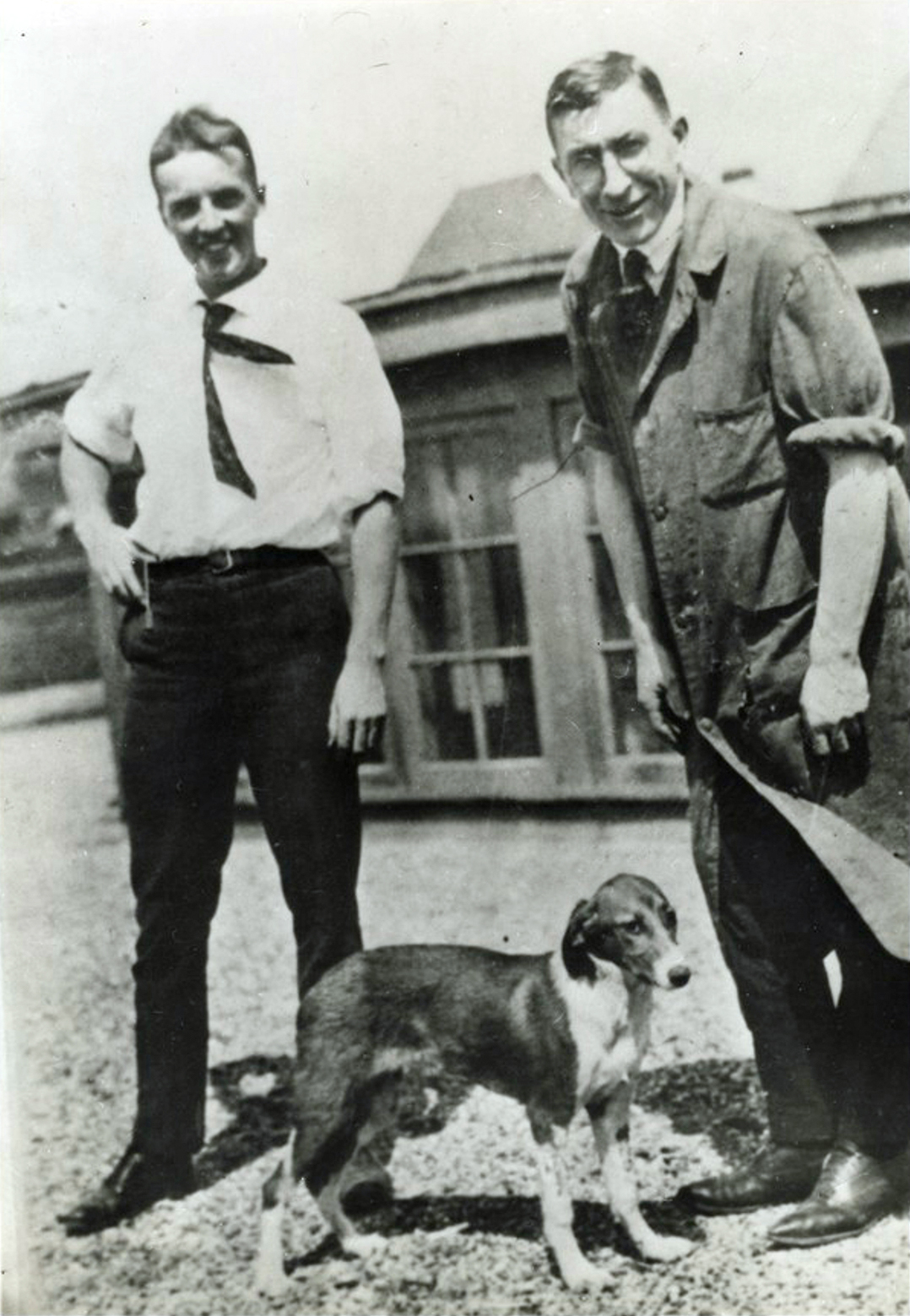
Banting (rechts) und Best (mit Hund)

Schon früh interessierte sich Banting für die Krankheit Diabetes mellitus. Er nahm die Forschungen von Bernhard Naunyn, Oskar Minkowski, Eugene Lindsay Opie, Edward Albert Sharpey-Schafer und anderen Wissenschaftlern auf, die vermuteten, dass der Diabetes durch einen Mangel eines hormonellen Proteins verursacht wird, das in den Langerhansschen Inseln der Bauchspeicheldrüse produziert wird. Naunyn und andere glaubten, dass Insulin für die Regulation des Zuckerhaushaltes verantwortlich sei. Erste Versuche, das bei diabetischen Patienten fehlende Insulin durch den Verzehr von tierischen Bauchspeicheldrüsen zu ersetzen, misslangen aber, weil Insulin durch proteolytische Enzyme der Bauchspeicheldrüse zerstört wird.
Banting kam durch einen Artikel von Moses Baron auf die Idee, dass die Zerstörung des Insulins durch Trypsin verursacht werden könnte. Durch Zerstörung der trypsinbildenden Zellen gelang es Banting zusammen mit seinem Assistenten, dem Physiologiestudenten Charles Herbert Best (1899–1978), Insulin erstmals zu isolieren.
1923 erhielten Banting und John Macleod für die Entdeckung des Insulins den Nobelpreis für Medizin. Die Entscheidung rief Protest hervor, da Macleod lediglich sein Labor zur Verfügung gestellt haben soll. Banting war der erste Kanadier, der mit dem Nobelpreis ausgezeichnet wurde. Der an der Isolierung von Insulin maßgeblich beteiligte Best blieb bei der Ehrung unberücksichtigt. Am 4. Juni 1934 wurde Banting vom britischen König Georg V. zum Knight Commander of the British Empire geschlagen.
Während der 1930er Jahre war Banting an Projekten beteiligt, die sich mit biologischer Kriegsführung und Flugmedizin befassten.
Nach ihm sind das Weltdiabetestag, der Mondkrater Banting und der Asteroid (43293) Banting benannt.

## Entdeckung von Insulin

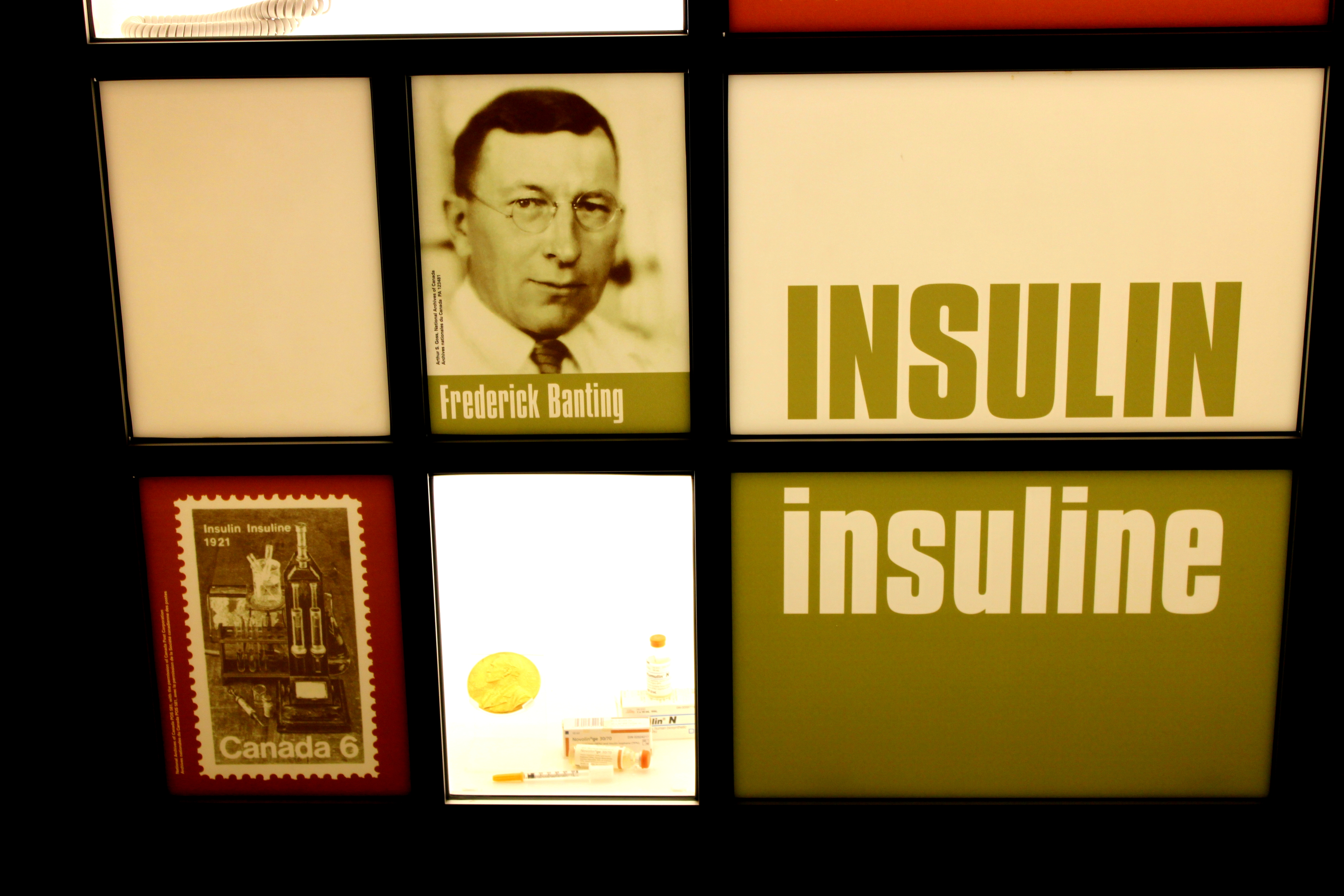
Frederick Bantings Bild im Canada Science and Technology Museum

Fasziniert von der Idee, das Hormon, das von den Langerhans-Inselzellen der Bauchspeicheldrüse (Pankreas) in das Blut abgegeben wird und den Zuckerstoffwechsel reguliert, zu entdecken, sprach Fred Banting bei dem Physiologen der Universität Toronto, John Macleod, vor. Das ominöse Hormon war ein seit Jahrzehnten ungelöstes Rätsel der Forschung.
Macleod erkannte rasch, dass ein Enthusiast vor ihm stand, der außer chirurgischen Grundkenntnissen nichts vorzuweisen hatte. Er fand Bantings Vorschläge zumindest interessant und stellte ihm ein Labor, zehn Versuchshunde sowie den 21-jährigen Studenten Charles H. Best als Assistenten zur Verfügung.
Am 17. Mai 1921 begannen die frischgebackenen Forscher mit der Arbeit und im Juni verreiste Macleod in den Sommerurlaub nach Schottland. Es zeigte sich, dass Banting seine chirurgischen Fähigkeiten überschätzt hatte: Die meisten Versuchshunde starben an Infektionen, Bantings Gefäßunterbindungstechnik war unzuverlässig und erst am 27. Juli konnte die Bauchspeicheldrüse eines Hundes entfernt werden. Die Drüse wurde zerkleinert, zu einem Extrakt verarbeitet und einem Versuchshund ohne Pankreas intravenös injiziert. Tatsächlich sank der Blutzuckerspiegel des Versuchstieres. Mit dem Pankreasextrakt von fünf weiteren Hunden gelang es, einen Hund ohne Pankreas fünf Tage am Leben zu erhalten. Da der Vorrat aufgebraucht war, kam Banting auf die Idee, einen Extrakt aus Bauchspeicheldrüsen von Kalbsembryonen aus dem Schlachthaus herzustellen. Mit diesem Extrakt blieb ein kranker Versuchshund 70 Tage am Leben.
Als Macleod am 21. September nach Toronto zurückkehrte, erkannte er die Tragweite der Experimente, beauftragte den Chemiker James Collip mit der Herstellung eines gereinigten Extraktes, und im Januar 1922 wurde erstmals ein schwer kranker Diabetiker damit behandelt: Der Zustand des Patienten besserte sich erheblich. Der zum damaligen Zeitpunkt fünfjährige Theodore Ryder, der ab Juli des gleichen Jahres von Banting behandelt wurde und damit zu den ersten Patienten zählte, starb 1993 im Alter von 76 Jahren und erreichte mit 70 Jahren Diabetes-Dauer den wahrscheinlich längsten dokumentierten Fall von andauernder Insulinbehandlung in der Medizingeschichte. Am 3. Mai 1922 wurden die Forschungsergebnisse aus Kanada in Washington vorgestellt, das Mittel zur Behandlung des Diabetes war entdeckt: Insulin.
Es folgten Auseinandersetzungen um die Frage der Einzelanteile an der gemeinsamen Entdeckung. Alle Beteiligten außer Banting waren wissenschaftlich geschult und in die medizinische Hierarchie Torontos integriert. Banting hatte alles aufgegeben, um Tag und Nacht Tierversuche durchzuführen, und glaubte, dass man ihm seine Priorität streitig machen wolle. Er entwickelte Misstrauen, dann eine lebenslange Abneigung gegen Macleod.

## Veröffentlichungen (Auswahl)
- mit Charles H. Best und anderen: The Internal Secretion of the Pancreas. Pancreatic Extracts, Pancreatic Extracts in the Treatment of Diabetes Mellitus, The Effect of Pancreatic Extract (Insulin) on Normal Rabbits, The Preparation of Pancreatic Extracts Containing Insulin. In: The Journal of Laboratory and clinical Medicine. St. Louis. Band 8, 1922, S. 464 ff.
- The Value of Insulin in the Treatment of Diabetes Mellitus, Diabetes and Insulin, Insulin in Blood, Insulin. 1923
- Medical Research and the Discovery of Insulin. 1924
- Diabetes and Insulin. 1925
- Silicosis. 1935
- Early Work on Insulin. 1937